# Friedrich Breckwoldt
Friedrich Breckwoldt (16 de Junho de 1912 - ) foi um comandante de U-Boot que serviu na Kriegsmarine durante a Segunda Guerra Mundial.